# 駐日レソト大使館
駐日レソト王国大使館（ちゅうにちレソトおうこくたいしかん）は、レソトが日本の首都・東京に設置している大使館である。
かつては、在中国レソト大使館が日本を兼轄していた（1990年4月に閉鎖、1995年3月に再開）。2006年10月に駐日レソト大使が着任し、在中国レソト大使館による兼轄が解除され、2007年1月に大使館が開館された。

## 所在地
〒107-0052　東京都港区赤坂七丁目5-47　U&M赤坂ビル1階、3階

## 大使
2024年6月26日より、ママスーファ・ソーリが臨時代理大使を務めている。